# Henijiwka
Henijiwka (ukr. Геніївка) – wieś na Ukrainie, w obwodzie charkowskim, w rejonie czuhujewskim, w hromadzie Słobożanśke. W 2001 liczyła 2788 mieszkańców, wśród których 2661 wskazało jako ojczysty język ukraiński, 99 rosyjski, 5 mołdawski, 18 białoruski, 1 niemiecki, 1 jidysz, 2 inny, a 1 osoba się nie zadeklarowała.